# Coelioxys hubrichiana
Coelioxys hubrichiana är en biart som beskrevs av Holmberg 1918. Coelioxys hubrichiana ingår i släktet kägelbin, och familjen buksamlarbin. Inga underarter finns listade i Catalogue of Life.